# Le Club des libertins (film, 1969)
Pour les articles homonymes, voir Le Club des libertins.
Pour plus de détails, voir Fiche technique et Distribution.
Le Club des libertins (titre original : The Best House in London) est un film britannique de Philip Saville, sorti en 1969.

## Synopsis
Dans l'Angleterre victorienne dans laquelle la prostitution est réprimée de manière sévère, des jeunes dandys londoniens persuadent le ministre de l'intérieur d'ouvrir un bordel de luxe…

## Fiche technique
- Titre original : The Best House in London
- Réalisation : Philip Saville
- Scénario : Denis Norden
- Directeur de la photographie : Alex Thomson
- Montage : Peter Tanner
- Musique originale : Mischa Spoliansky
- Production : Philip M. Breen et Kurt Unger
- Genre : Comédie
- Pays :  Angleterre
- Durée : 105 minutes (1 h 45)
- Date de sortie :
  - Royaume-Uni : juin 1969
  - États-Unis : 30 juillet 1969 (New York)
  - France : 27 mai 1970

## Distribution
- David Hemmings (VF : Bernard Murat) : Benjamin Oakes / Walter Leybourne
- Joanna Pettet (VF : Monique Thierry) : Josephine Pacefoot
- George Sanders (VF : Jean-Henri Chambois) : Sir Francis Leybourne
- Dany Robin (VF : Claude Gensac) : Babette
- Warren Mitchell : le Comte Pandolfo
- John Bird : le secrétaire de maison
- William Rushton : Sylvester Wall
- Bill Fraser : Inspecteur MacPherson
- Maurice Denham : l'éditeur du Times
- Martita Hunt (VF : Lita Recio) : la directrice
- Arnold Diamond : Charles Dickens
- Hugh Burden : Lord Tennyson
- George Reynolds : Lord Alfred Douglas
- Jan Holden : Lady Dilke